# Chthonerpeton
Chthonerpeton é um género de anfíbios da família Typhlonectidae. Esta distribuída na América do Sul.

## Espécies
As seguintes espécies são reconhecidas:
- Chthonerpeton arii Cascon and Lima-Verde, 1994
- Chthonerpeton braestrupi Taylor, 1968
- Chthonerpeton exile Nussbaum and Wilkinson, 1987
- Chthonerpeton indistinctum (Reinhardt and Lütken, 1862)
- Chthonerpeton noctinectes Silva, Britto-Pereira, and Caramaschi, 2003
- Chthonerpeton onorei Nussbaum, 1986
- Chthonerpeton perissodus Nussbaum and Wilkinson, 1987
- Chthonerpeton tremembe Maciel, Leite, Silva-Leite, Leite, and Cascon, 2015
- Chthonerpeton viviparum Parker and Wettstein, 1929